# گیرنمه دوم
گیرنَمِه دوم (به انگلیسی: Girnamme) یا کیرنمه (به انگلیسی: Ki-ir-na-me) یکی از شاهان ایرانی در دورهٔ ایلام بود. 
در سال ۲۰۳۳پ.م سفیر او در دربار شوسین شاه اور حضورداشته است.  در فهرست رسمی شاهان سیماشکی که در دوران ایلام میانه تنظیم شده است، فقط یک شاه با نام گیرنمه ثبت شده است که نخستین نام است و بین او و لوراک لوهان شاه سیماشکی که می دانیم در ح۲۰۲۸پ.م می زیسته است، نام سه نفر دیگر ذکر شده است.  اما حکومت سه نفر در عرض چهار سال بعید است. از آنجا که یک تن به شمار آوردن شاهان متعدد در فهرست های ایلامی نظایر دیگری نیز دارد، به نظر می رسد ما با دو شاه به نام گیرنمه روبه رو هستیم که در فهرست سلطنتی که در سده های بعد فراهم شده٬ نام نفر دوم حذف شده است.

## کتابشناسی
- قشقائی، حمیدرضا، گاهنمای ایلامیان، تهران، اوگان، ۱۳۹۰.
- کامرون، جرج، ایران در سپیده دم تاریخ، ترجمه ی حسن انوشه، تهران، علمی و فرهنگی، ۱۳۷۲.
- مجیدزاده، یوسف، تاریخ و تمدن ایلام، تهران، مرکز نشر دانشگاهی، ۱۳۷۰.
- هینتس، والتر، دنیای گمشده ی ایلام، ترجمه ی فیروز فیروزنیا، تهران، علمی و فرهنگی، ۱۳۷۱.
- The Cambridge Ancient History (CAH) vol. 1 part 2.
- Potts, D. T., The Archaeology of Elam, Cambridge University Press, 1999.